# Tempio di Confucio (Qufu)
Il Tempio di Confucio a Qufu, nella provincia di Shandong, in Cina, è il primo, il più grande ed il più famoso tempio di Confucio dell'Asia orientale. L'edificio sorse nella città natale di Confucio.
Dal 1994, il complesso templare fa parte del Patrimonio dell'umanità dell'UNESCO come Temple and Cemetery of Confucius and the Kong Family Mansion in Qufu (it. "Tempio e cimitero di Confucio e residenza della famiglia Kong a Qufu"). Le altre due parti del sito sono la vicina Residenza storica della famiglia Kong, dove vivevano i discendenti diretti di Confucio, e il Cimitero di Confucio, pochi chilometri a nord, dove sono stati sepolti il celebre filosofo e molti dei suoi discendenti. Questi tre siti sono conosciuti collettivamente a Qufu come 三孔S, San KongP, lett. "I tre [siti] confuciani".
Presso il tempio si trova un'imponente statua di Confucio alta 72 metri, realizzata in ottone e rinforzata con acciaio.

## Storia
Entro due anni dalla morte di Confucio (551–479 a.C.), la sua casa a Qufu era già stata consacrata come tempio-mausoleo in suo onore dal Duca di Lu. Nel 205 a.C., proprio a Qufu, l'imperatore Gao (r. 206–195 a.C.), fondatore della dinastia Han (206 a.C.–220 d.C.) offrì sacrifici in memoria di Confucio, evento doppiamente importante se si considera che i seguaci del celebre filosofo erano stati perseguitati dal primo imperatore della Cina, Qin Shi Huang (r. 221–210 a.C.) e dalla di lui dinastia Qin (221–206 a.C.) nel corso del c.d. "Rogo di libri e la sepoltura di studiosi".
Han Gao costituì un esempio da seguire per molti imperatori e alti funzionari. Divenne infatti prassi comune per gli imperatori della Cina visitare Qufu dopo la loro intronizzazione o in occasioni importanti come una vittoria in guerra. In totale, 12 diversi imperatori hanno effettuato 20 visite personali a Qufu per adorare Confucio. Circa altri 100 hanno inviato propri rappresentanti per 196 visite ufficiali. In generale, già in epoca Han la tomba di Confucio prese ad essere meta di pellegrinaggi, soprattutto da parte di membri della casta dei funzionari-letterati il cui status sociale, nella cultura cinese, seguitava a crescere.
L'originale casa di Confucio, composta da tre stanze, fu rimossa dal complesso templare durante una ricostruzione intrapresa nel 611, regnante la dinastia Tang (618–907), cui si dovette l'erigenda dei templi confuciani nelle scuole prefettizie e di contea dell'impero. Nel 1012 e nel 1094, durante la dinastia Song (960–1279), il sito confuciano di Qufu fu ampliato secondo un progetto con tre sezioni e quattro cortili, attorno ai quali furono disposte più di 400 stanze. Incendi e atti vandalici distrussero il tempio nel 1214, quando la Cina del Nord era passata sotto il dominio della dinastia Jīn (1115–1234) in costante lotta con i Song per il predominio (v.si Guerre Jīn-Song). Il tempio fu riportato alla sua estensione precedente nell'anno 1302 durante la dinastia Yuan (1271–1368). Poco dopo, nel 1331, il sito di Qufu fu circondato da un muro di cinta sul modello del palazzo imperiale di Pechino (allora Khanbaliq). Dopo un nuovo devastante incendio nel 1499, il tempio fu nuovamente ricostruito ed ampliato per opera della nuova dinastia Ming (1368–1644). Nel 1724, un altro incendio distrusse gran parte della sala principale e delle sculture in essa contenute. Il successivo restauro fu completato nel 1730 per opera della dinastia Qing (1636–1912), l'ultima dinastia imperiale cinese. Molte delle sculture sostitutive furono danneggiate e distrutte durante la Rivoluzione culturale promossa dal Partito Comunista Cinese del 1966. 
In totale, il Tempio di Confucio di Qufu ha subito 15 importanti ristrutturazioni, 31 grandi riparazioni e numerosi piccoli interventi edilizi.
Un altro importante tempio di Confucio fu costruito a Quzhou dal ramo meridionale della famiglia Confucio.

## Descrizione

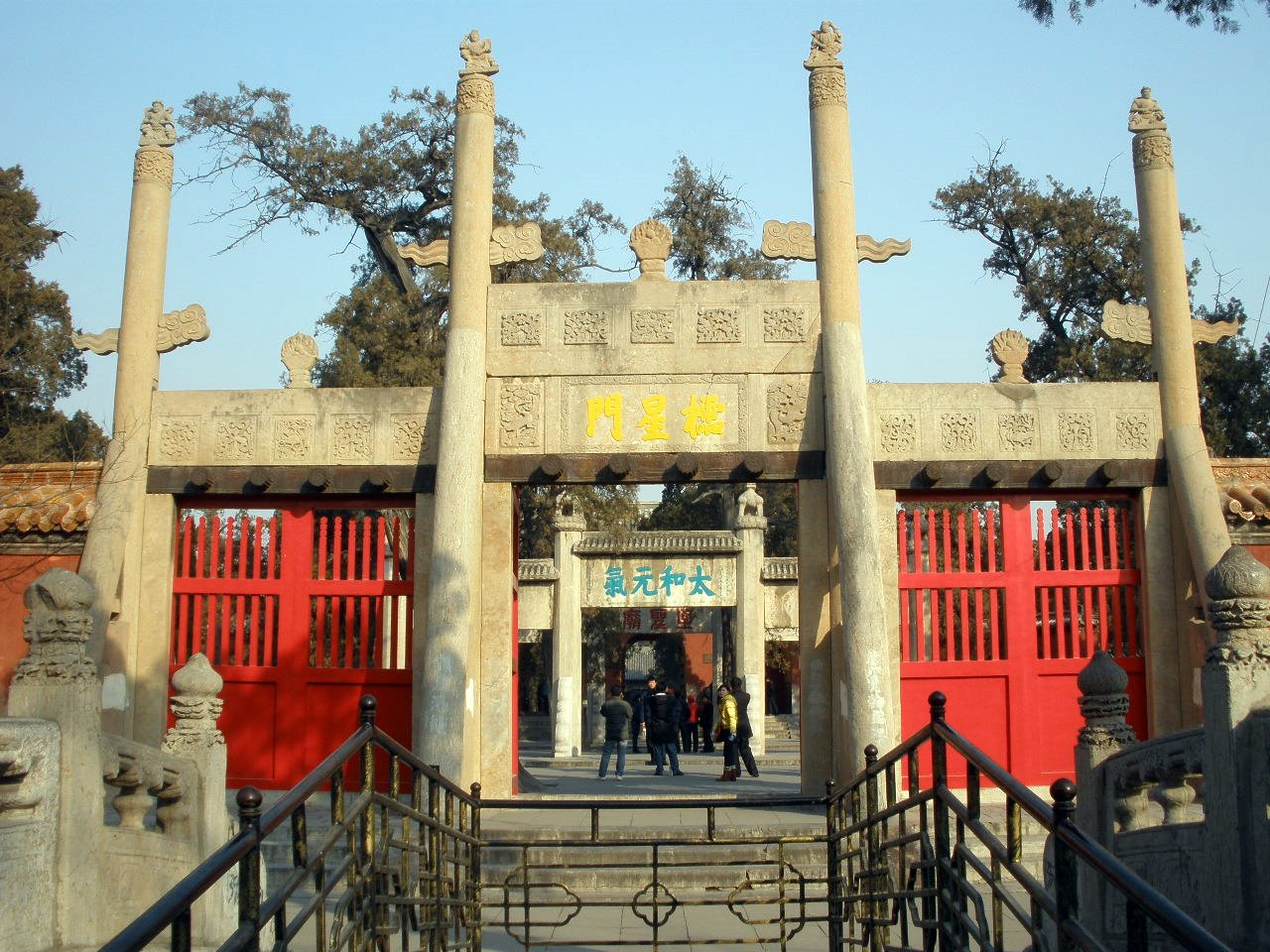
La Porta Lingxing del tempio.

Il complesso templare di Qufu è tra i più grandi della Cina: copre un'area di 16.000 mq e comprende un totale di 460 stanze. Poiché l'ultima grande riprogettazione dopo l'incendio del 1499 ebbe luogo poco dopo la costruzione della Città Proibita da parte dei Ming, l'architettura del Tempio di Confucio somiglia in molti modi a quella della Città Proibita e può essere considerato un esempio della c.d. "architettura Ming".

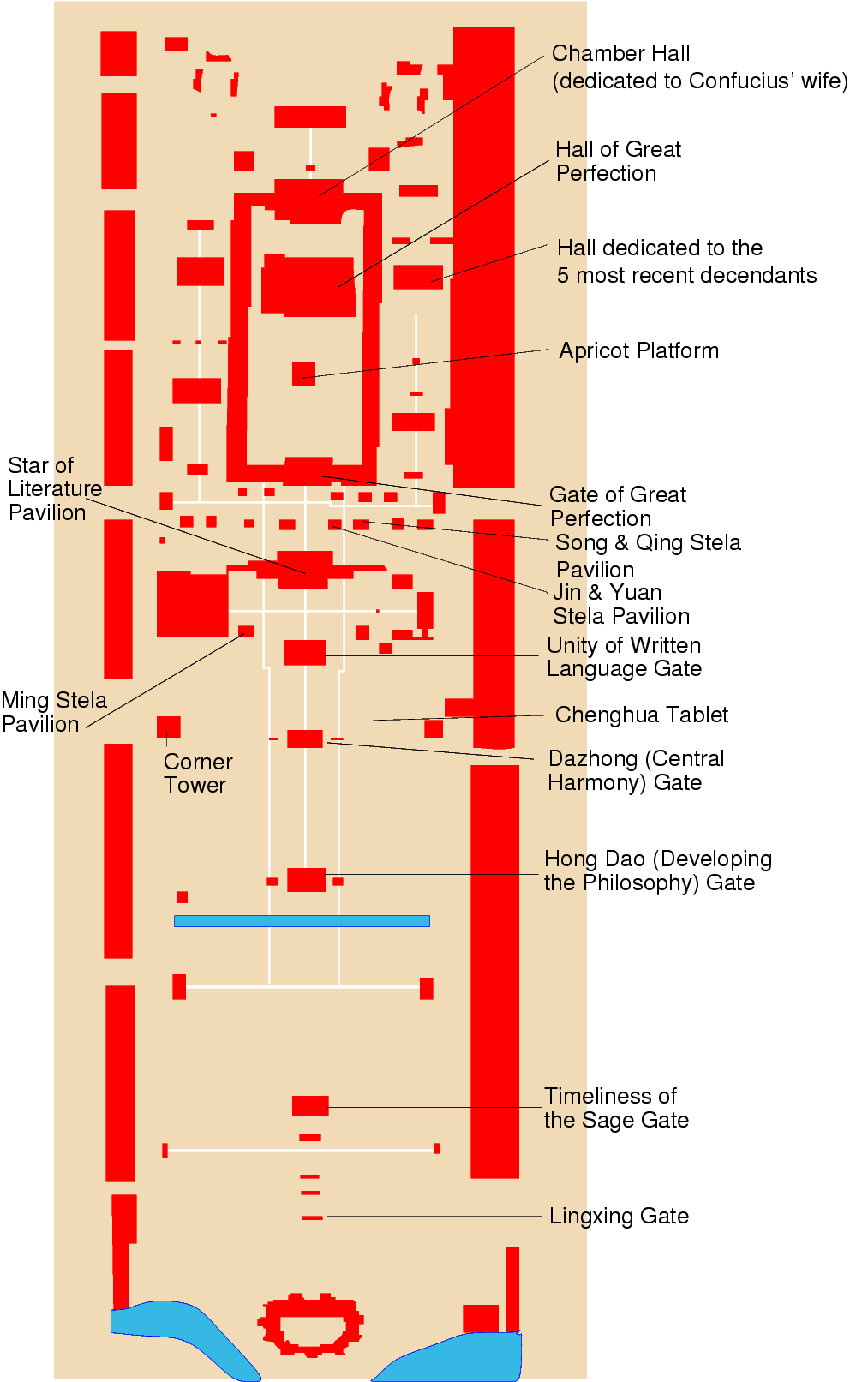
Pianta del Tempio di Confucio.

La parte principale del tempio è costituita da nove cortili disposti lungo un asse centrale, orientato in direzione nord-sud, lungo 1,3 km. I primi tre cortili hanno piccoli cancelli, sono piantumati con alti pini ed hanno una funzione meramente introduttiva, andando a creare un maestoso viale d'ingresso. La prima porta (la più meridionale) è chiamata "Porta Lingxing" (欞星門) dalla costellazione dell'Orsa Maggiore, ivi ricordata anche da un'apposita stele che suggerisce la natura cosmica/cardinale di Confucio. Intorno agli edifici dei restanti sei cortili si articola il complesso vero e proprio. Si tratta di strutture imponenti, con il tetto in tegole gialle (il colore solitamente riservato all'imperatore nell'iconografia cinese classica), e le pareti dipinte di rosso, circondati da pini verde scuro in uno scenografico contrasto cromatico di colori complementari.
Le principali strutture del tempio sono:
- Porta Lingxing (zh. 欞星門S)
- Porta Shengshi (zh. 聖時門S)
- Porta Hongdao (zh. 弘道門S)
- Porta Dazhong (zh. 大中門S)
- Tredici padiglioni delle stele (zh. 十三碑亭S, Shisan Bei TingP)
- Porta Dacheng (zh. 大成門T, Dàchéng MénP, lett. "Porta della Grande Perfezione")
- Sala Kuiwen (zh. 奎文閣S costruita nel 1018, restaurata nel 1504 dai Ming e nuovamente nel 1985)
- Padiglione delle albicocche (zh. 杏壇T, 杏坛S, Xìng TánP)
- Arco De Mu Tian Di
- Liangwu (zh. 兩廡S)
- Sala Dacheng (zh. 大成門S, Dàchéng DiànP costruita durante la dinastia Qing)
- Sala del Riposo (zh. 寢殿S dedicata alla moglie di Confucio)

### Sala Dacheng
La Sala Dacheng (zh. 大成門S, Dàchéng diànP), il cui nome è solitamente tradotto come Sala della Grande Perfezione o Sala dei Grandi Risultati, è il centro architettonico del complesso attuale. Si tratta, paradossalmente, di una delle strutture più recenti del tempio, costruita per volontà dei Qing. Copre un'area di 54 x 34 m con poco meno di 32 m d'altezza. È sorretto da 28 pilastri riccamente decorati, ciascuno di 6x0,8 m, scolpiti in un unico blocco di roccia locale. Le 10 colonne sul lato anteriore della sala sono decorate con draghi attorcigliatiː la tradizione vuole che venissero coperte durante le visite dell'imperatore per non suscitarne l'invidia. La Sala Dacheng era la sede privilegiata per le funzioni in onore di Confucio.

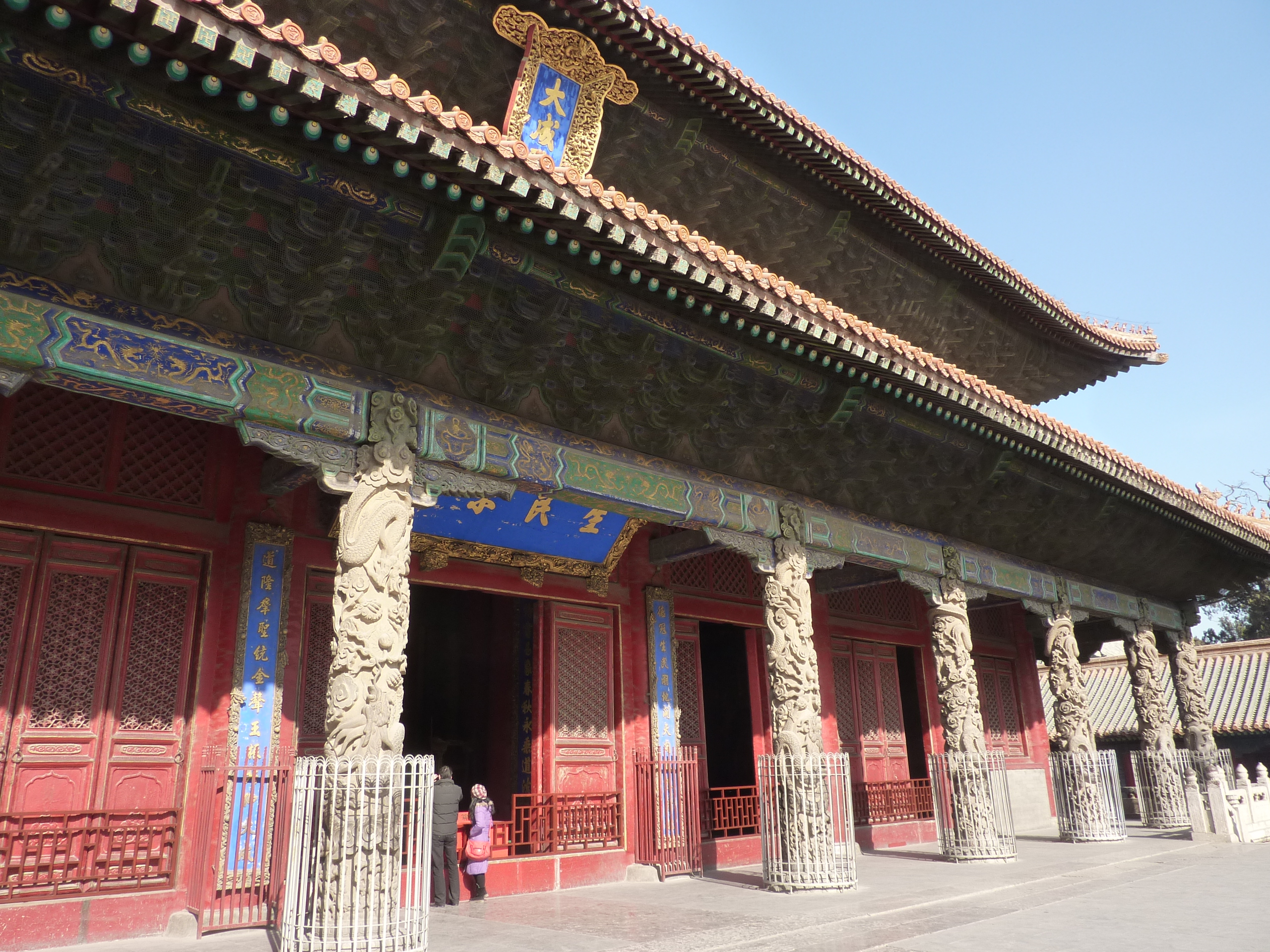
Facciata della Sala Dacheng.
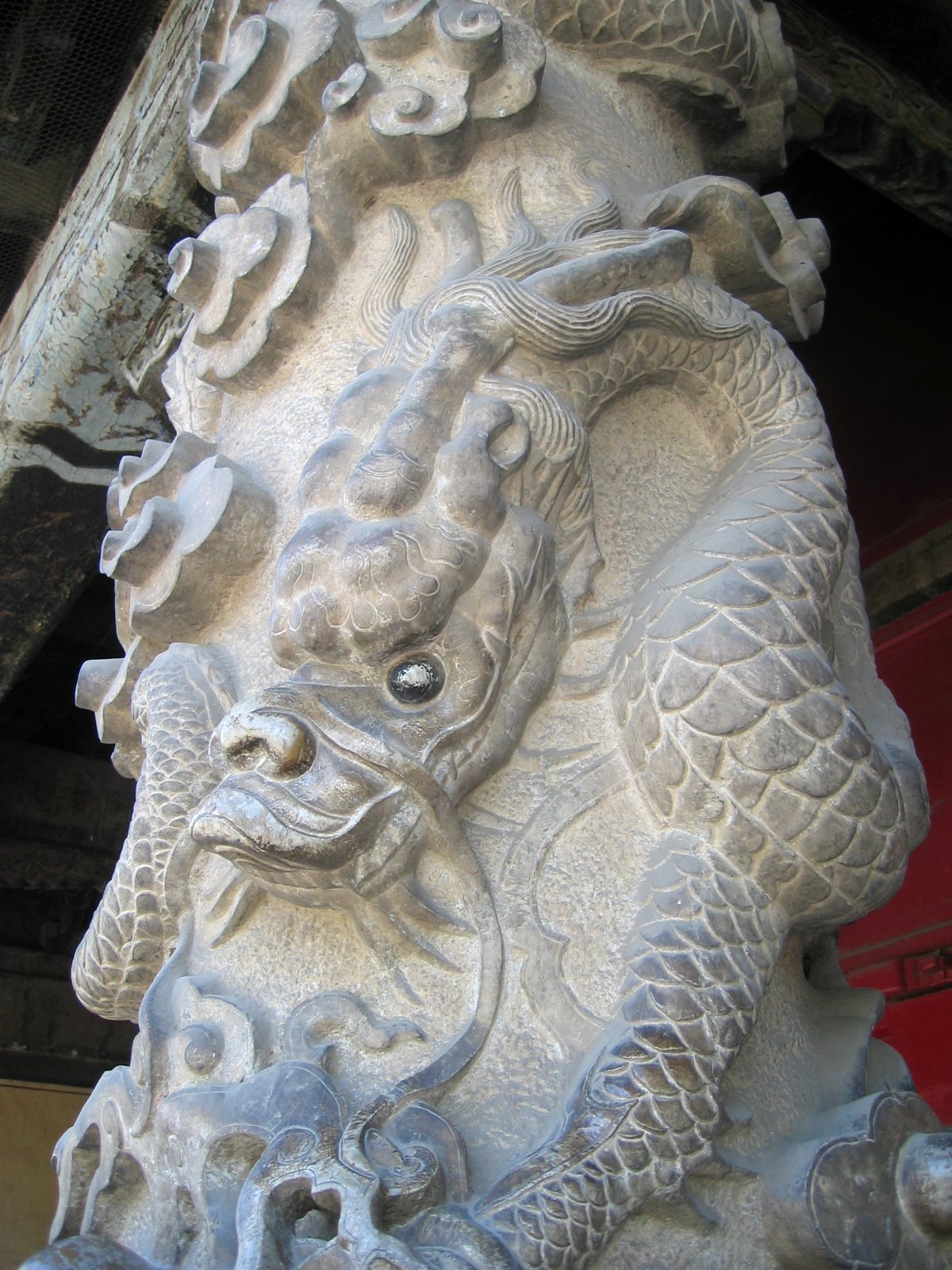
Uno dei pilastri con draghi tortili sulla facciata della Sala Dacheng.

### Padiglione delle albicocche

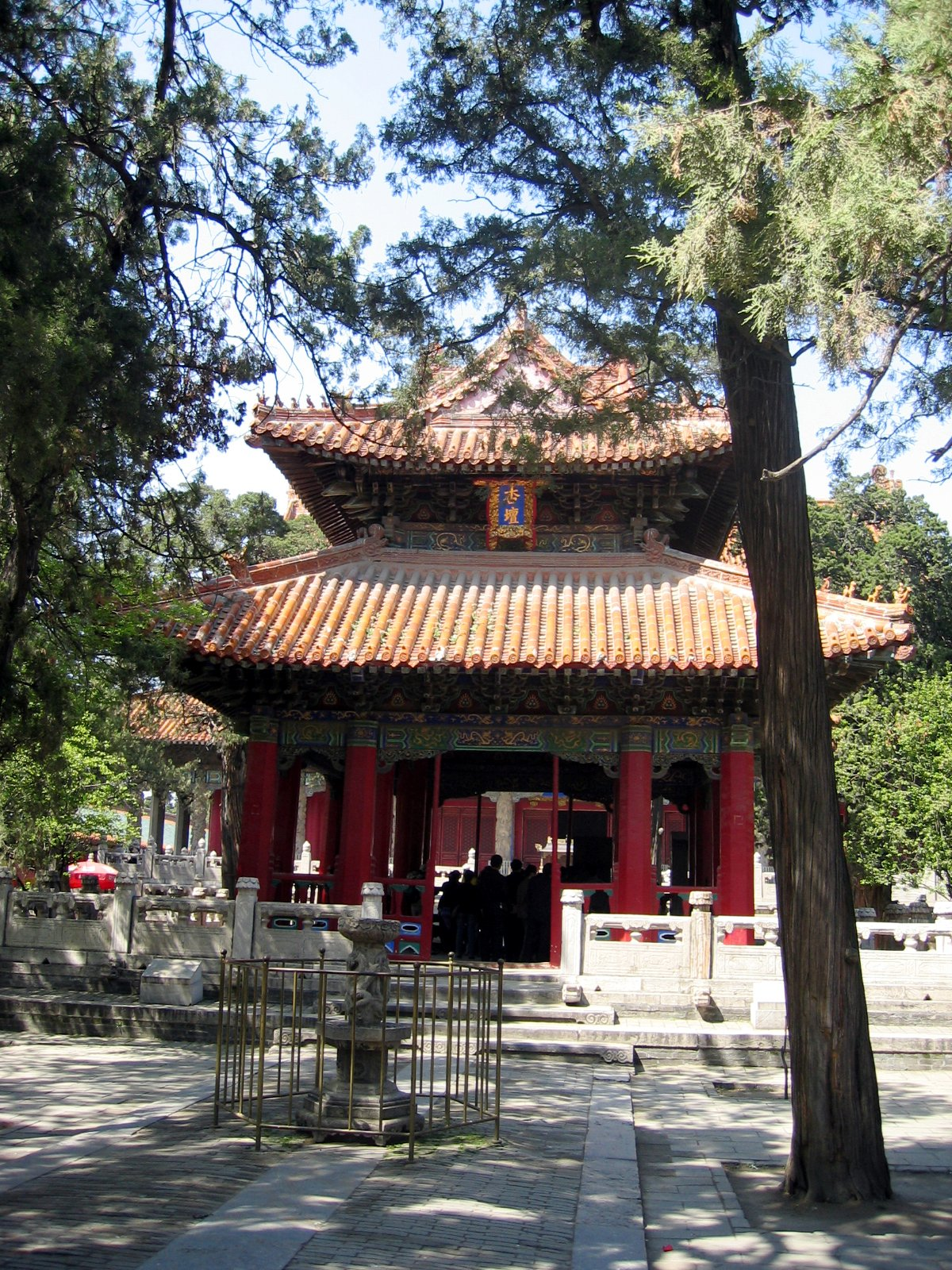
Padiglione delle albicocche.

Al centro del cortile che fronteggia la Sala Dacheng sorge il 杏壇T, 杏坛S, Xìng TánP, lett. "Padiglione delle albicocche". Commemora Confucio nell'atto d'insegnare ai discepoli sotto le fronde d'un albicocco. Ogni anno, a Qufu e in molti altri templi confuciani, il 28 settembre si tiene una cerimonia per commemorare il compleanno di Confucio.

### Tredici padiglioni delle stele
Entro il tempio di Qufu si trova un gran numero di stele in pietra. Una recente pubblicazione ne cataloga circa 500, sottolineando però che l'elenco è lungi dall'essere completo. Le stele commemorano ricostruzioni e rinnovamenti del complesso templare, contengono testi inneggianti a Confucio ed editti imperiali che gli concedono nuovi titoli onorifici. Sebbene la maggior parte di queste stele fossero originariamente associate al Tempio di Confucio, alcune sono state spostate nei terreni del tempio per essere custodite da altri siti di Qufu in tempi moderni.
Le iscrizioni sulle stele sono per lo più in lingua cinese ma alcune, ivi lasciate dagli Yuan e dai Qing, due dinastie non Han, hanno anche testi in lingue straniere, rispettivamente in mongolo medio (nella scrittura 'Pags-Pa) e manciù.
Alcune delle stele imperiali più importanti sono concentrate nell'area conosciuta come 十三碑亭S, Shisan Bei TingP, lett. "Tredici padiglioni delle stele". Questi padiglioni sono disposti in due file nello stretto cortile tra il 奎文閣T, Kuiwen GeP, lett. "Padiglione della Stella della Letteratura" a sud e la 大成門T, Dàchéng MénP, lett. "Porta della Grande Perfezione" a nord:
- la fila settentrionale è composta da cinque padiglioni, ciascuno dei quali ospita una grande stele portata da una gigantesca tartaruga di pietra (zh. bixi) e coronata di draghi. Furono installati al tempo di Kangxi (r. 1661–1722), Yongzheng (r. 1723–1735) e Qianlong (r. 1735–1796) della dinastia Qing negli anni 1683–1748. Queste stele imperiali sono alte 3,8-4 m e le loro tartarughe stilofore sono lunghe fino a 4,8 m per un peso complessivo di 65 t l'una.[7]
- la fila meridionale è composta da otto padiglioni ospitanti stele più piccole. Quattro di essi ospitano stele della dinastia Jurchen-Jīn e della dinastia Mongola-Yuan; gli altri, stele dei Qing.[8]

Un gran numero di stele più piccole, di varie epoche, senza tartaruga stilofora, sono allineate all'aperto in "annessi" attorno ai quattro angoli dell'area dei Tredici Padiglioni Stele.
Nel cortile a sud del Padiglione della Stella della Letteratura si trovano quattro importanti stele imperiali Ming su tartarughe stilofore. Sul cortile affacciano due padiglioniː 
- il padiglione orientale ospita una stele del quarto anno di regno di Hongwu (i.e. 1371), fondatore della dinastia Ming, che designa divinità associate a direzioni geografiche ecc.;
- il padiglione occidentale contiene invece una stele del quindicesimo anno di regno di Yongle (i.e. 1417) che commemora una ristrutturazione del tempio.

Le altre due stele sono all'aperto: una stele del quarto anno di regno di Chenghua (i.e. 1468) davanti al padiglione orientale e una stele del diciassettesimo anno di regno di Hongzhi (i.e. 1504) davanti al padiglione occidentale che commemora le solite riparazione del tempio. In quest'area si trovano anche dozzine di stele più piccole, prive di tartaruga stilofora.

Stele con tartarughe stilofore nel Tempio di Confucio
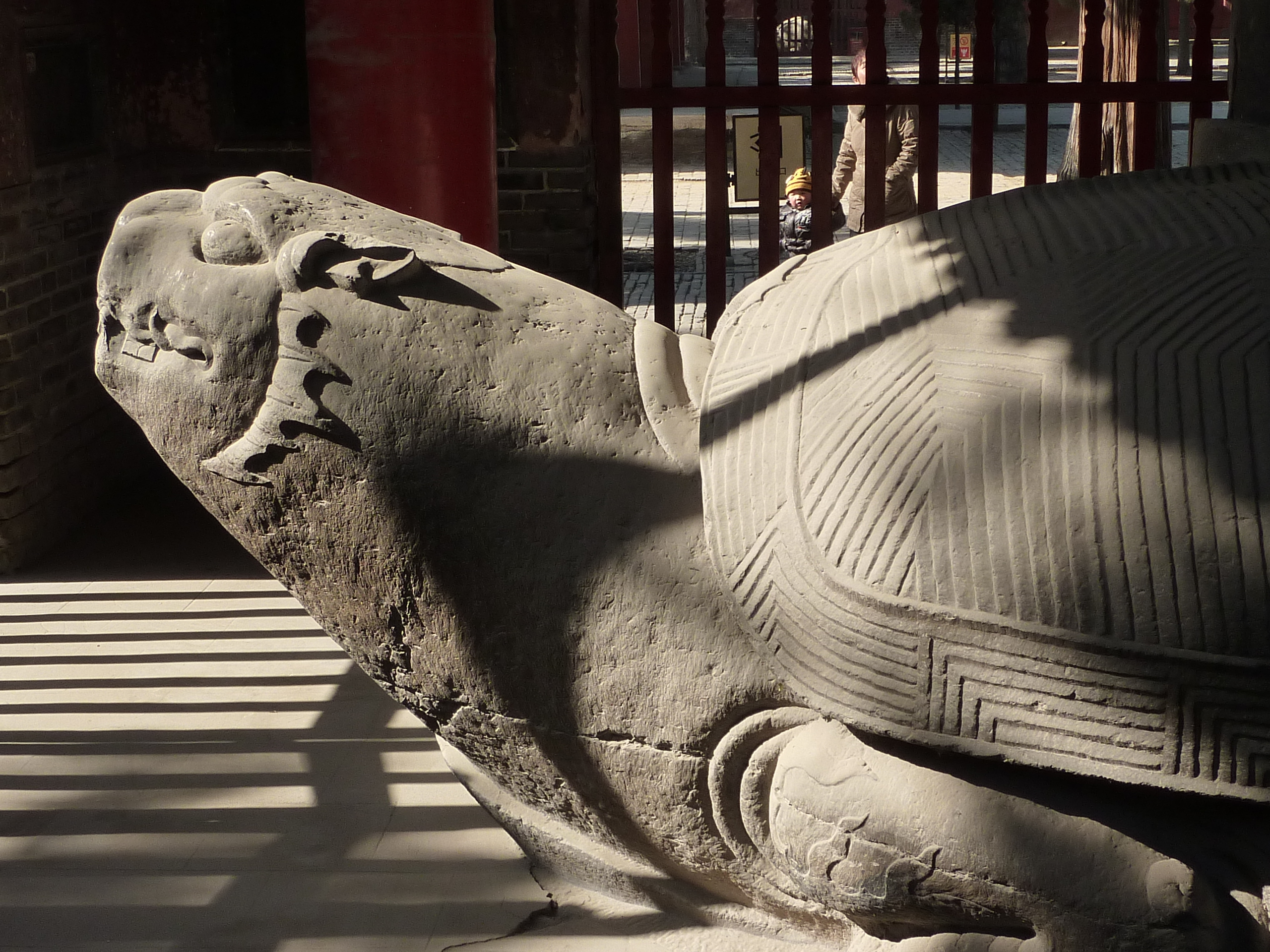
IV anno di regno di Hongwu (1371)
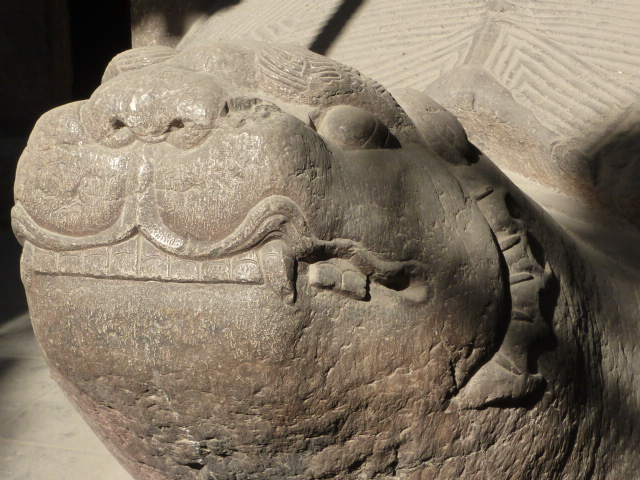
XV anno di regno di Yongle (1417)
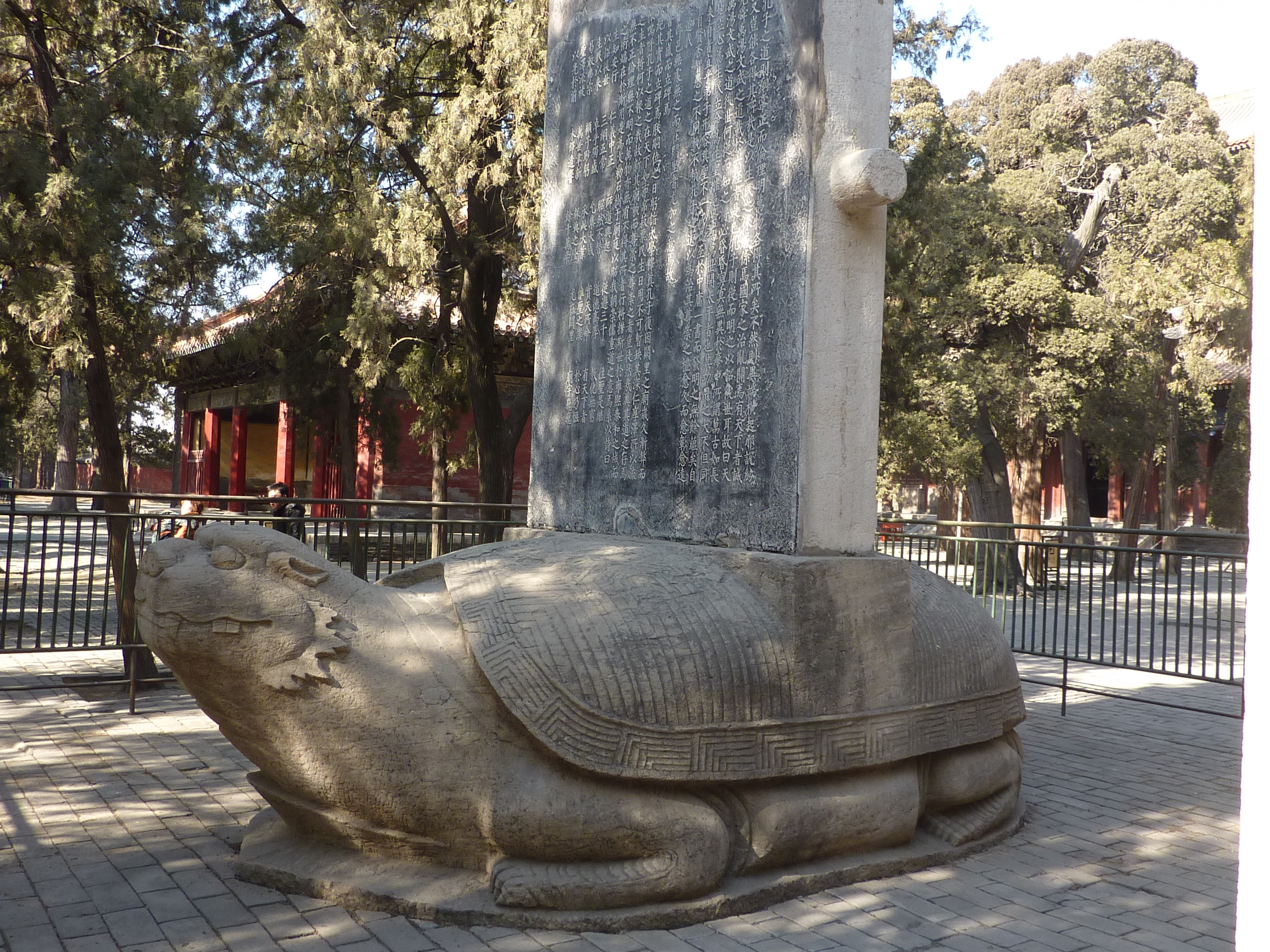
IV anno di regno di Chenghua (1468)
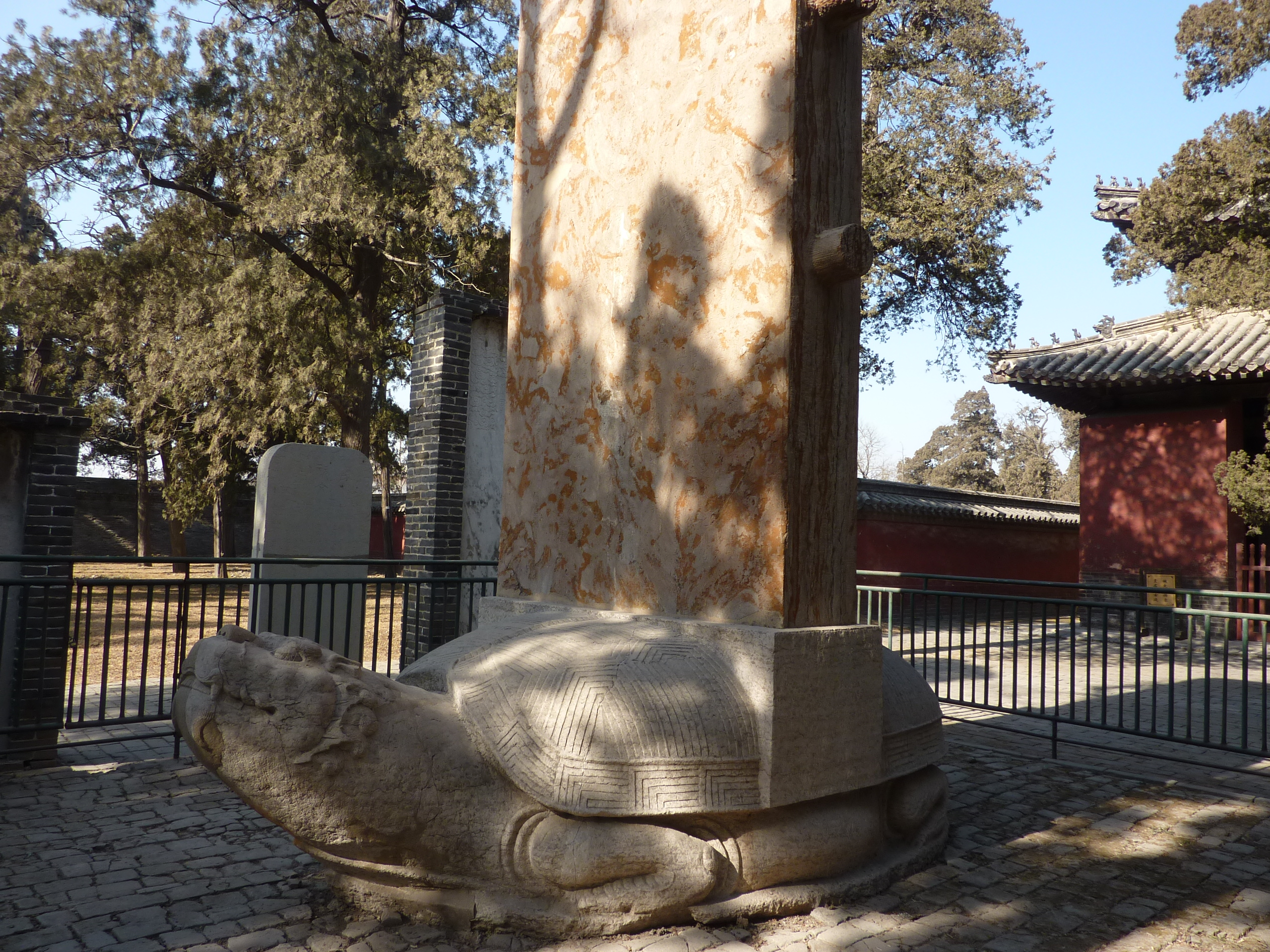
XVII anno di regno di Hongzhi (1504)
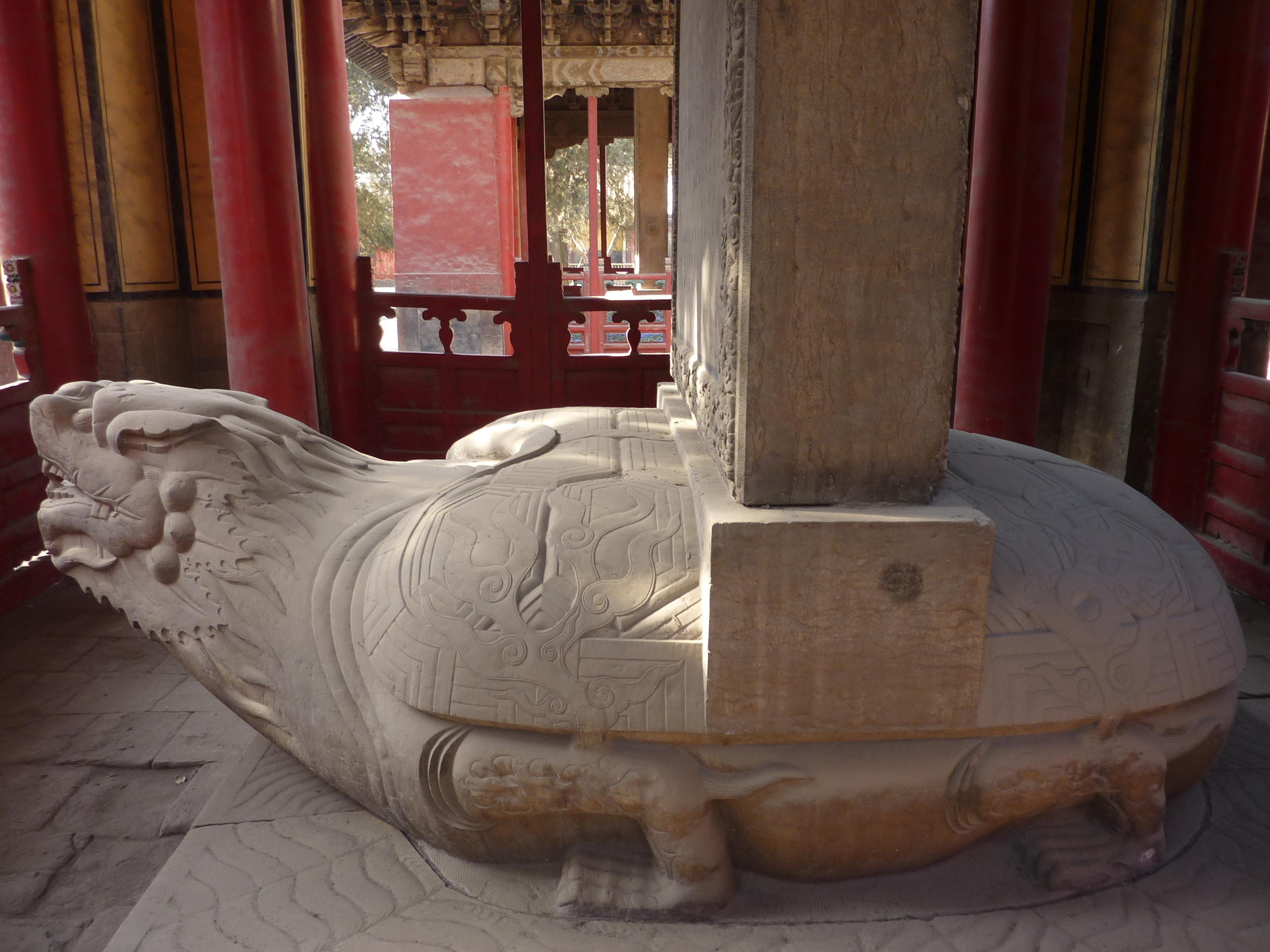
XXII anno di regno di Kangxi (1683)
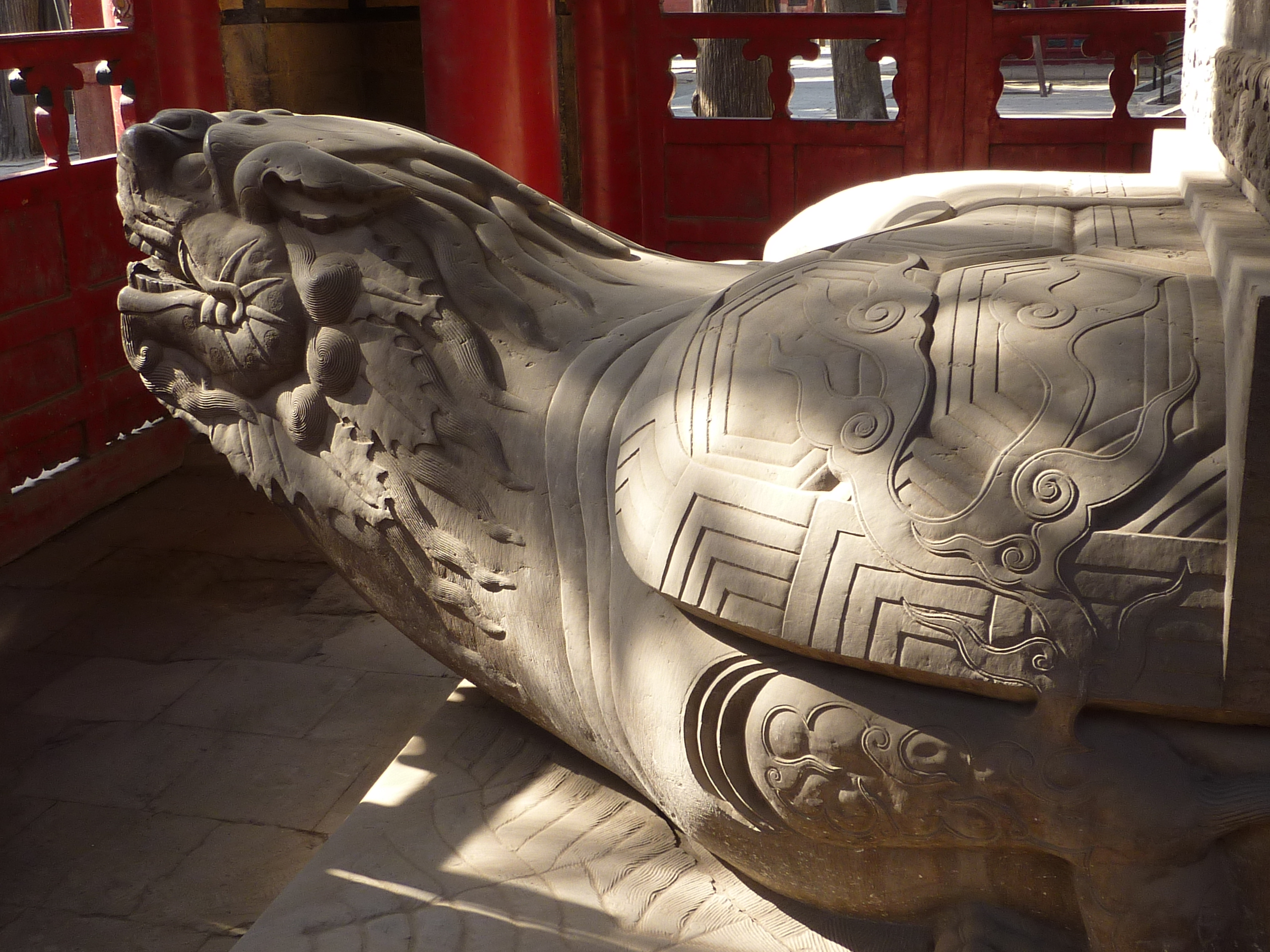
XXV anno di regno di Kangxi (1686)
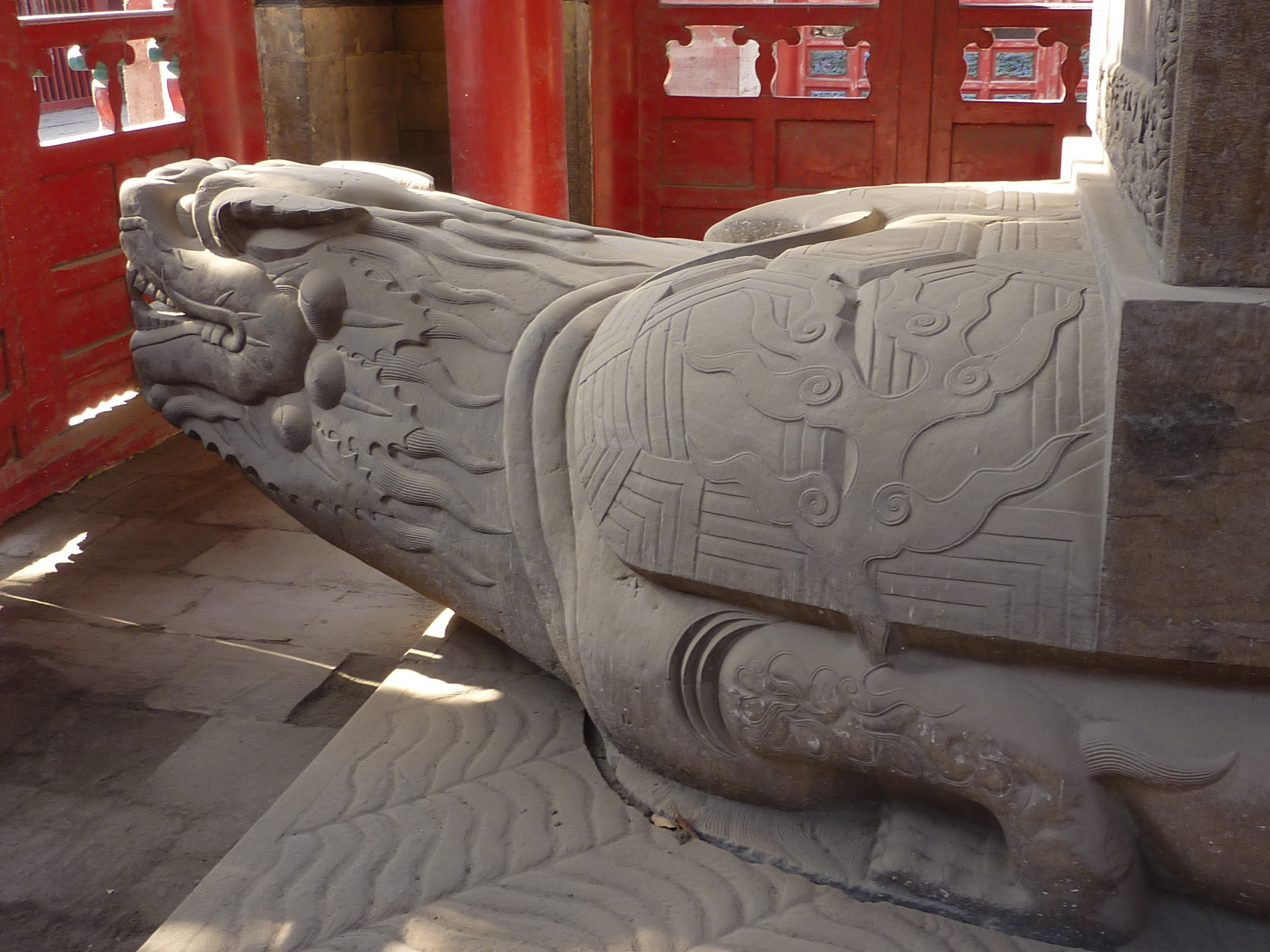
VIII anno di regno di Yongzheng (1730)
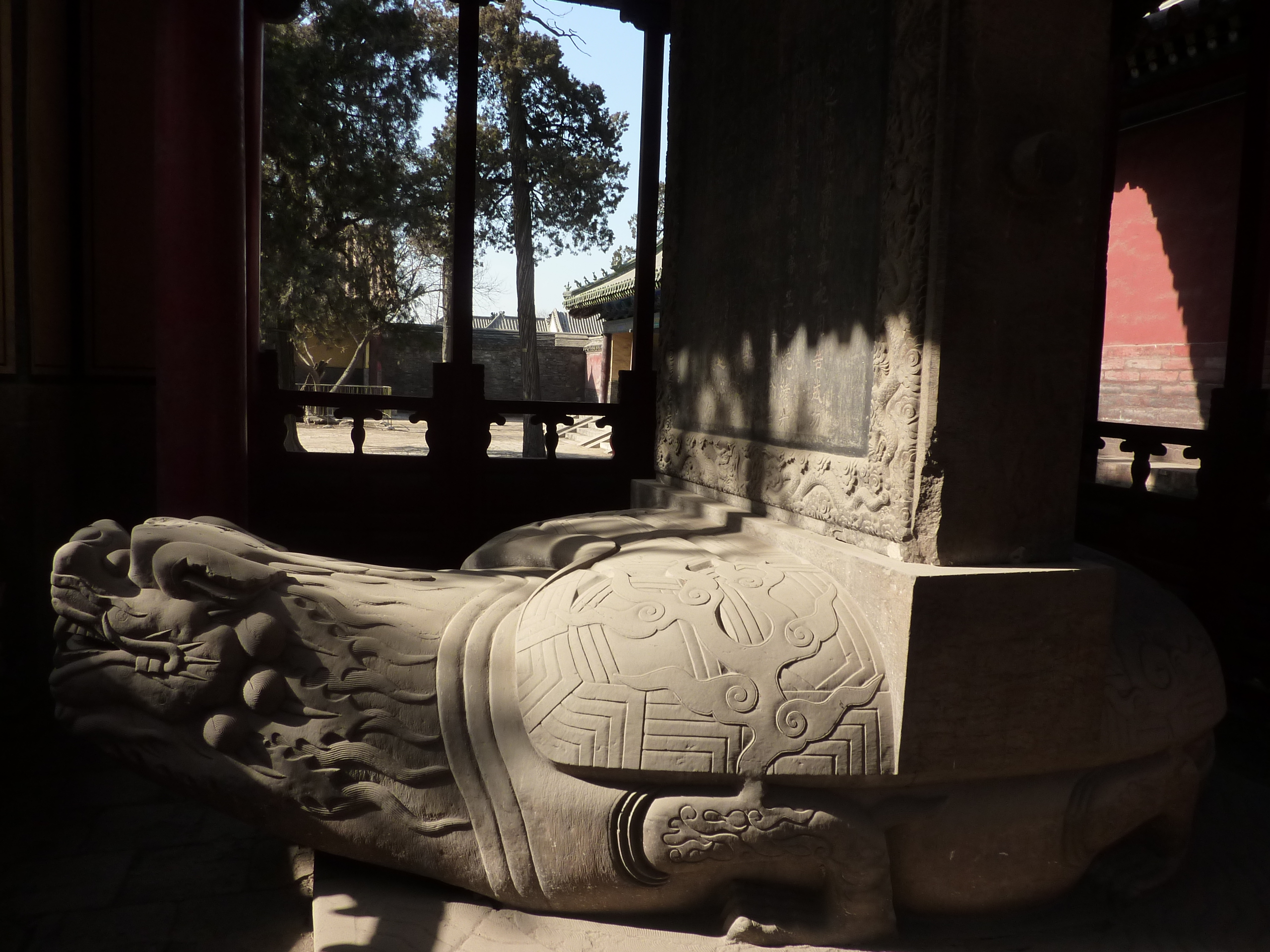
Idem
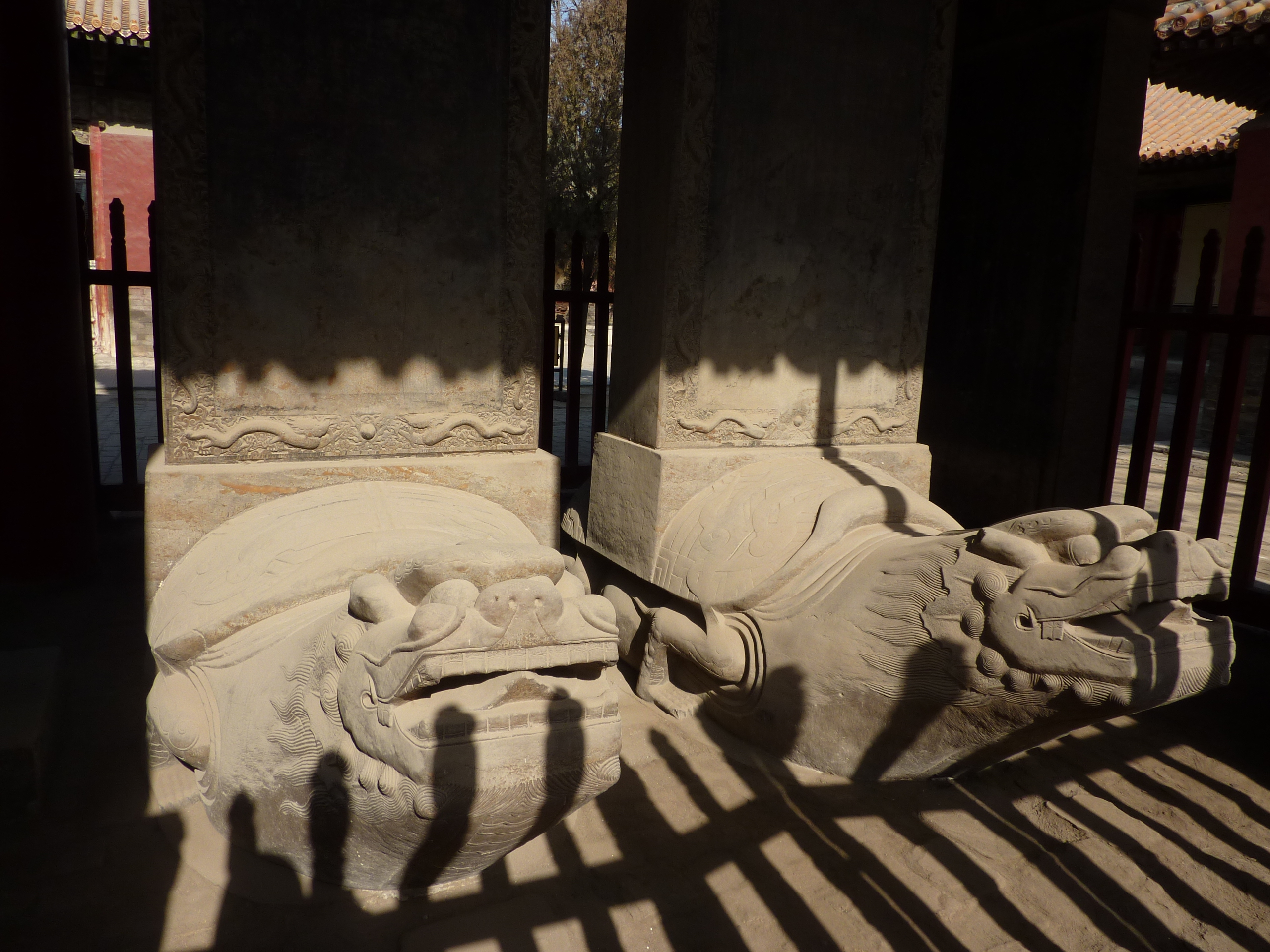
Idem
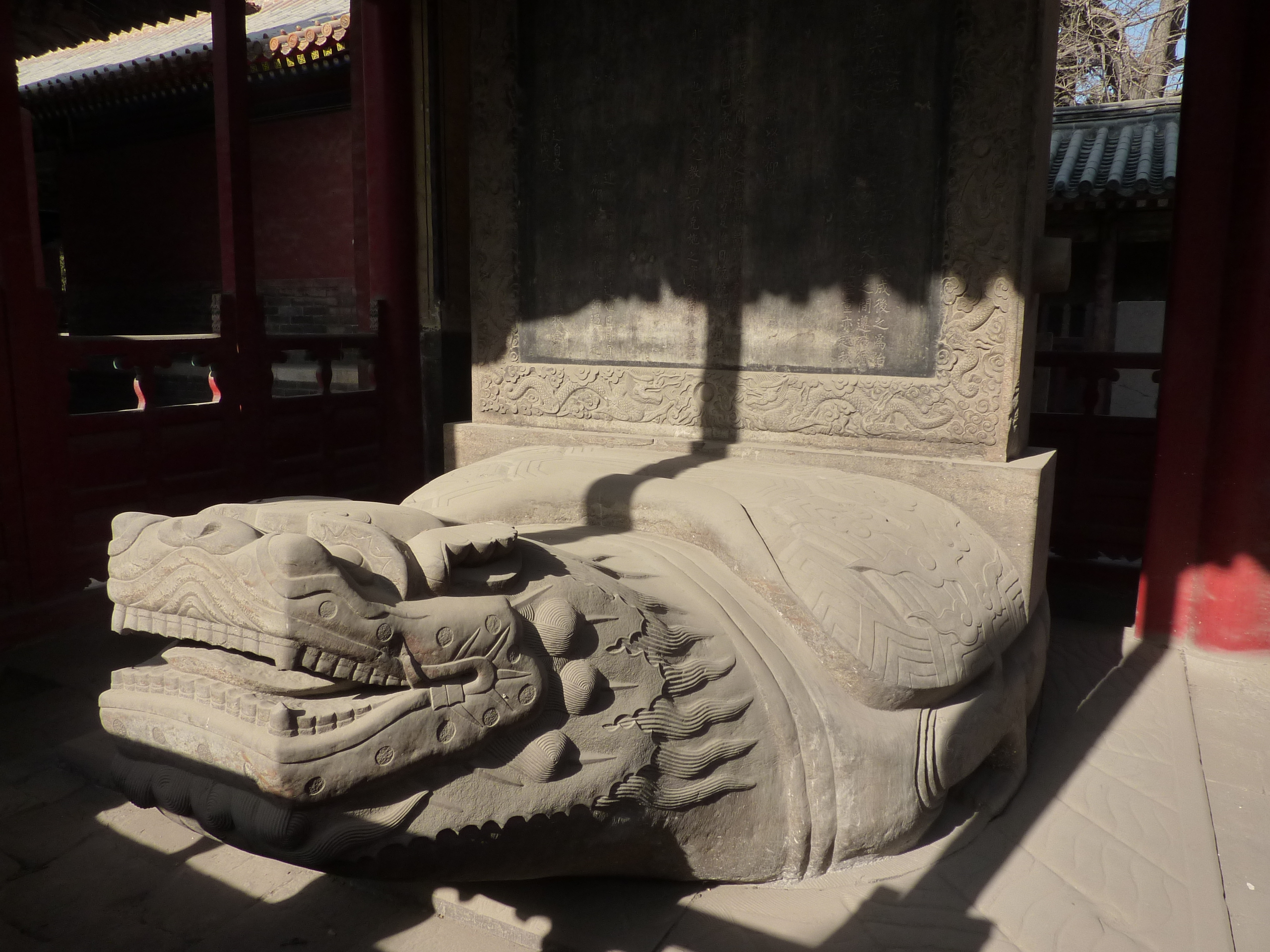
XIII anno di regno di Qianlong (1748)

### Esplicative
1. ↑  Alcune stele, ad es., sono state trovate nel villaggio di Jiuxian, sede della contea di Qufu al tempo delle dinastie Song, Jīn e Yuan.

### Bibliografiche
1. ↑  UNESCO World Heritage Listing.
2. 1 2  Shiji.
3. ↑  Libro dei Tang, 15.373.
4. ↑  (ZH) The Palace Museum, Yin, Yang and the Five Elements in the Forbidden City, su dpm.org.cn. URL consultato il 5 luglio 2007.
5. ↑  Lista in Luo 2001, pp. 1110-1128.
6. ↑  Luo 2001, p. 1.
7. ↑  Lista in Luo 2001, p. 1119; informazioni sul peso in Luo 2001, p. 10 nota 1.
8. ↑  Luo 2001, pp. 1119-1122.
9. ↑  Luo 2001, pp. 1122-1126.
10. ↑  Luo 2001, pp. 1110-1114.

### Fonti
- (EN) Confucio, Confucius analects: with selections from traditional commentaries, a cura di Edward Gilman Slingerland, Hackett Publishing, 2003, ISBN 0-87220-635-1.
- (ZH) Sima Tan e Sima Qian, 史記T, ShǐjìP, lett. "Memorie storiche/di uno storico", 94 a.C. ed. (EN) Records of the Grand Historian of China, traduzione di Burton Watson, 2 v., Columbia University Press, 1961.
- (ZH) Ban Biao, Ban Gu e Ban Zhao, 漢書T, 汉书S, HànshūP, Ch'ien Han ShuW, lett. "Libro degli Han", 二十四史S, Èrshísì ShǐP, lett. "Ventiquattro Storie", 111 d.C.
- (ZH) Liu Xu, 唐書T, 唐书S, TángshūP, T'angshuW, lett. "Libro dei Tang", 二十四史S, Èrshísì ShǐP, lett. "Ventiquattro Storie", 945.

### Studi
- (EN) Xin Han, Well-Known Temples of China, Pechino, The Eastern Publishing Co. Ltd, 2006, ISBN 7506024772.
- (ZH) Fanyin Kong, 曲阜的历史名人与文物 [Celebri personaggi e reliquie culturali nella storia di Qufu], Jinlu Shushe, 2002, ISBN 7-5333-0981-2.
- (ZH) Chenglie Luo (a cura di), 石头上的儒家文献－曲阜的碑文录 [Iscrizioni confuciane nella pietra: un catalogo delle epigrafi nelle stele di Qufu], 2 v., Jinlu Shushe, 2001, ISBN 7-5333-0781-X.
- (EN, ZH) Yan Zi, Famous Temples in China, Pechino, Huangshan Publishing House, 2012, ISBN 978-7-5461-3146-7.